# Kachikau
Kachikau – wieś w Botswanie w dystrykcie North West. Według spisu ludności z 2011 roku wieś liczyła 1356 mieszkańców.